# Macucos (Getulina)
Macucos é um distrito do município brasileiro de Getulina, no interior do estado de São Paulo.

## História

### Formação administrativa
- Distrito criado pela Lei nº 2.646 de 16/01/1936[3][4].
- Pela Lei n° 233 de 24/12/1948 perdeu terras para a formação do distrito de Santa América[5].

### Pedido de emancipação
O distrito tentou a emancipação político-administrativa e ser elevado à município, através de processo que deu entrada na Assembléia Legislativa do Estado de São Paulo no ano de 1948, mas como não atendia os requisitos necessários exigidos por lei para tal finalidade, o processo foi arquivado.

## Geografia

### Demografia

#### População urbana
| Crescimento população urbana | Crescimento população urbana | Crescimento população urbana | Crescimento população urbana |
| Censo                        | Pop.                         |                              | %±                           |
| ---------------------------- | ---------------------------- | ---------------------------- | ---------------------------- |
| 1940                         | 248                          |                              | —                            |
| 1950                         | 431                          |                              | 73,8%                        |
| 1960                         | 517                          |                              | 20,0%                        |
| 1970                         | 492                          |                              | −4,8%                        |
| 1980                         | 691                          |                              | 40,4%                        |
| 1991                         | 645                          |                              | −6,7%                        |
| 2000                         | 850                          |                              | 31,8%                        |
| 2010                         | 874                          |                              | 2,8%                         |
| Fonte: IBGE e Fundação SEADE |                              |                              |                              |

#### População total
Pelo Censo 2010 (IBGE) a população total do distrito era de 1 102 habitantes.

### Área territorial
A área territorial do distrito é de 154,797 km².

### Rodovias
O distrito possui acesso às cidades de Getulina e Queiroz e ao distrito de Santa América através de estrada vicinal.

## Serviços públicos

### Registro civil
Atualmente é feito no próprio distrito, pois o Cartório de Registro Civil das Pessoas Naturais ainda continua ativo. Os primeiros registros dos eventos vitais realizados neste cartório são:
- Nascimento: 04/05/1936
- Casamento: 21/05/1936
- Óbito: 26/06/1936

### Saneamento
O serviço de abastecimento de água é feito pela Prefeitura Municipal de Getulina. 

### Energia
A responsável pelo abastecimento de energia elétrica é a CPFL Paulista, distribuidora do grupo CPFL Energia.

## Religião
O Cristianismo se faz presente no distrito da seguinte forma:

### Igreja Católica
- A igreja faz parte da Diocese de Lins[17].

### Igrejas Evangélicas
- Congregação Cristã no Brasil[18].